# インディペンデントシアター
インディペンデントシアター（英: in→dependent theatre）は、大阪市浪速区日本橋および東京都北区王子にある劇場グループ。運営は有限会社ジャングル。
大阪に収容人数の異なる2つの劇場（1st、2nd）があり、また2025年からは東京の劇場（Oji）も加わって東西3つの劇場を擁し、数多くの劇団が公演を行っている。劇場プロデューサーは、せんだい短編戯曲賞 最終選考委員でもある相内唯史。「アグレッシブな劇場」をキャッチコピーとする。

## インディペンデントシアター1st
2000年2月27日に「JUNGLE in→dependent theatre」としてオープン、改装後の2006年に現在の名前に改称する。2018年12月に閉館するが、2019年6月に新築移転して営業を再開した。
演劇・映像上映に適した劇場で60名前後収容。
施設
- 客席数：60席前後（可動式）
- 舞台：間口4間×奥行2間（拡張可）
- 音響・照明・映像・配信設備完備

アクセス
- Osaka Metro 堺筋線 恵美須町駅 1A 出口より北へ徒歩8分
- Osaka Metro 堺筋線 日本橋駅 10番出口より南へ徒歩8分

## インディペンデントシアター2nd
2004年8月1日にオープン、演劇・大規模イベントに適した160名から200名を収容できる劇場だった。2020年8月に閉館するが、2021年7月に新築移転して営業を再開した。
施設
- 客席数：120席前後（可動式）
- 舞台：間口5間×奥行4間（拡張可）
- 音響・照明・映像・配信設備完備

アクセス
- Osaka Metro 堺筋線 恵美須町駅 1A 出口より北へ徒歩7分
- Osaka Metro 堺筋線 日本橋駅 10番出口より南へ徒歩9分

## インディペンデントシアターOji
東京の「王子小劇場」（北区王子、1998年オープン）の運営を佐藤商事からジャングルが承継し、2025年4月にリニューアル・改称した。

## 主な定例イベント
INDEPENDENT
本劇場で2001年から毎年開催している一人芝居フェスティバル。2011年からは全国ツアーを開催、2018年には台北フリンジフェスティバルに参加し海外進出をしている。